# مقاطعة بيفير (يوتا)
مقاطعة بيفير (بالإنجليزية: Beaver County)‏ هي إحدى مقاطعات ولاية يوتا في الولايات المتحدة الأمريكية.